# Tom Farrell (średniodystansowiec)
Tom Farrell, właśc. Thomas Francis Farrell (ur. 18 stycznia 1944 w Nowym Jorku) – amerykański lekkoatleta (średniodystansowiec), medalista olimpijski z 1968.
Specjalizował się w biegu na 800 metrów. Zajął 5. miejsce w finale tej konkurencji na igrzyskach olimpijskich w 1964 w Tokio, a na igrzyskach olimpijskich w 1968 w Meksyku zdobył na tym dystansie brązowy medal za Ralphem Doubellem z Australii i Wilsonem Kiprugutem z Kenii. W tym drugim biegu ustanowił swój rekord życiowy czasem 1:45,46.
Był mistrzem Stanów Zjednoczonych (AAU) w biegu na 880 jardów w 1966 i brązowym medalistą w 1965 oraz akademickim mistrzem USA (NCAA) w biegach na 800 metrów w 1964 i na 880 jardów w 1965. Zdobył również mistrzostwo Wielkiej Brytanii (AAA) w biegu na 880 jardów w 1965.